# Ежеквартальный отчёт эмитента
Ежеквартальный отчёт эмитента — обязательная форма публичного раскрытия информации о своей деятельности эмитентом эмиссионных ценных бумаг.

## Причины введения отчетности эмитента
До введения обязательных отчетов инвесторы сталкивались с непрозрачностью эмитентов, чьи ценные бумаги они покупали. В середине 1990-х годов информационные агентства занимались тем, что продавали бухгалтерскую отчетность эмитентов по $50–100 за организацию. Кроме того, неофициально распространяемая отчетность могла быть недостоверной. Многие компании составляли несколько вариантов: для внутреннего пользования, для налогового органа и для остальных заинтересованных сторон. Введение обязательного публичного раскрытия информации прекратило недобросовестную практику продаж отчетности. Эмитенты обязаны готовить и публиковать ежеквартальные отчеты, в которые включаются отчеты о прибылях и убытках и бухгалтерские балансы. Таким образом, своевременное раскрытие информации минимизирует риски и направлено на защиту прав инвесторов.

## Законодательное требование
Федеральный закон «О рынке ценных бумаг» требует от эмитента эмиссионных ценных бумаг осуществлять публичное раскрытие информации в нескольких формах:
- ежеквартальный отчет эмитента (ежеквартальный отчет);
- консолидированная финансовая отчетность эмитента;
- сообщения о существенных фактах деятельности.

Законодательное требование прекращает свое действие на следующий день после опубликования в ленте новостей информационных агентств одной из нескольких возможных причин: о принятии (вступлении в силу) решения о признании выпуска ценных бумаг несостоявшимся или недействительным, о принятии решения о признании недействительной регистрации проспекта ценных бумаг, о погашении всех ценных бумаг, в отношении выпусков которых регистрировался проспект, о решении Банка России об освобождении эмитента от обязанности осуществлять раскрытие информации.

## Субъекты регулирования
Публичное общество по природе своего правового положения обязано раскрывать информацию, поскольку оно является необходимым условием для публичного обращения акций обществ, которые даже если и не обращаются на организованном рынке, должны быть к этому готовы. Обязанность по раскрытию информации не зависит от индивидуальных особенностей конкретного общества, в том числе и его статуса. Описанная норма в ходе реформы корпоративного законодательства осталась неизменной, в то время как порядок освобождения от обязанности раскрывать информацию с 1 июля 2015 года изменился и зависит от того, соответствует ли акционерное общество критериям публичности, предусмотренным ст. 66.3 ГК РФ. Общество, получившее освобождение от обязанности раскрывать информацию, может приобрести ее вновь.
Обязанность выпускать ежеквартальные отчеты распространяется на несколько категорий эмитентов:
- эмитентов, имеющих хотя бы один проспект ценных бумаг;
- эмитентов, государственная регистрация хотя бы одного выпуска (дополнительного выпуска) ценных бумаг которых сопровождалась регистрацией проспекта эмиссии ценных бумаг в случае размещения ценных бумаг путем открытой подписки или закрытой подписки среди круга лиц, число которых превышало 500;
- эмитентов, являющихся акционерными обществами, созданными при приватизации государственных и (или) муниципальных предприятий;
- на эмитентов, биржевые облигации которых допущены к организованным торгам;
- на эмитентов российских депозитарных расписок, допущенных к организованным торгам на бирже.

## Состав ежеквартального отчета
В ежеквартальный отчет должны включаться:
- бухгалтерская (финансовая) отчетность эмитента  (с приложением аудиторского заключения за  последний завершенный отчетный год);
- промежуточная бухгалтерская (финансовая) отчетность эмитента за завершенный отчетный период (квартал, кроме четвертого квартала);
- сведения о предоставленном обеспечении (в случае эмиссии облигаций с обеспечением) и о лицах, которые его предоставили;
- другая информация, определенная нормативными актами Банка России.

Общие требования к раскрытию информации в ежеквартальном отчете содержатся в «Положение о раскрытии информации эмитентами эмиссионных ценных бумаг» Банка России от 30.12.2014 № 454-П.

## Утверждение ежеквартального отчета и ответственность
Ежеквартальный отчет утверждается уполномоченным органом эмитента (при его наличии) и подписывается единоличным исполнительным органом эмитента (генеральным директором, президентом, председателем правления) и главным бухгалтером. Лица, утвердившие и подписавшие ежеквартальный отчет, несут солидарно субсидиарную ответственность за убытки, причиненные инвестору вследствие недостоверной, неполной или вводящей в заблуждение информации.
Московская биржа публикует наиболее распространенные ошибки раскрытия информации эмитентами.

## Публикация ежеквартального отчета
В течение не более 45 дней с окончания квартала эмитент обязан опубликовать ежеквартальный отчет в сети Интернет. Публикация осуществляется, как правило, на собственном сайте эмитента.
Кроме того, ежеквартальные отчеты можно найти в «Центре раскрытия корпоративной информации» информационного агентства Интерфакс.